# Nicolas de Condorcet
Marie Jean Antoine Nicolas Caritat, Condorcet márkija (Ribemont, 1743. szeptember 17. – Bourg-la-Reine, 1794. március 28.) francia matematikus és filozófus.

## Élete
Fényes tudományos tehetsége oly korán megnyilvánult, hogy családja akarata ellenére – mert a katonai pályára szánták – a tudománynak szentelte életét. Első művei matematikaiak voltak. A Sur le calcul intégral és a Sur le problème des trois corps című értekezései, melyek később együtt is Essais d'analyse cím alatt jelentek meg. Lagrange elismerését vívták ki számára és 1769-ben helyét az akadémiában (ac. des sciences), emlékbeszédei pedig (Eloges de quelques académiciens morts depuis 1666 jusqu'á 1699, Párizs, 1773) őt jelölték az akadémia örökös titkárának, aminek 1777-ben meg is választották. Ugyanezen évben az üstökösök elméletével megnyerte a berlini akadémia pályadíját. Turgot és Voltaire befolyása alatt nemzetgazdasági és filozófiai kérdésekkel kezdett foglalkozni.

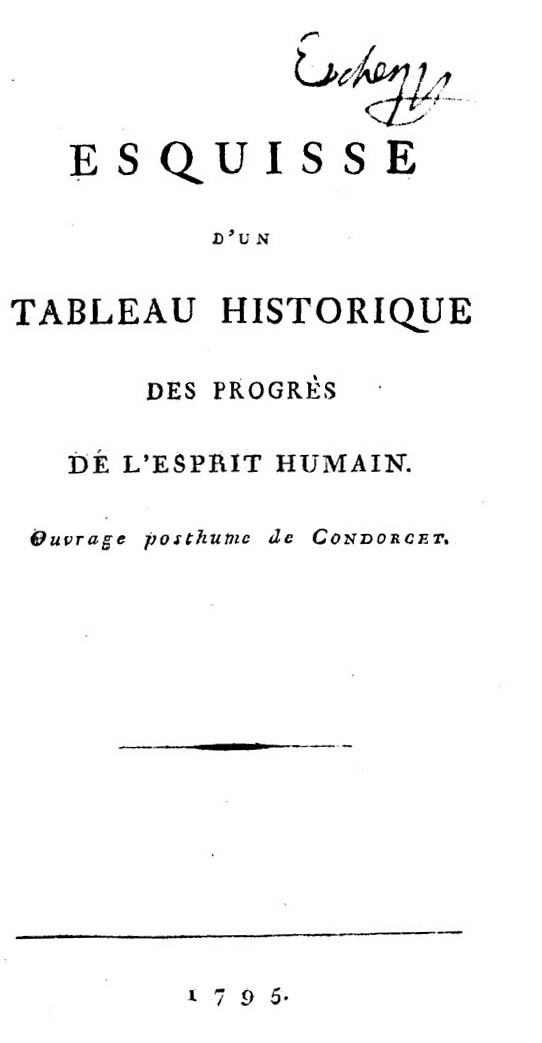
Esquisse d'un tableau historique des progres de l'esprit humain, 1795

Már 1772-ben jelent meg egy ilyen irodalmi műve: Lettre d'un théologien á l'auteur du Dictionnaire des trois siècles, 1773-ban pedig Emlékbeszéde Pascal fölött. Midőn 1782-ben a Francia Akadémia megválasztotta tagjának, székfoglalójának címe volt: A haszon, melyet a társadalom a fizikai és szellemi (morales) tudományok egyesüléséből húzhat. 1785-ben megírta ama művét, mely magvát képezte a később bővítve kiadott nagy munkának: A valószínűségi számítás elemei s alkalmazása a szerencsejátékokra, lutrira s az emberek ítéletére.
1786-ban megjelent tőle: Turgot élete, 1787-ben Voltaire élete. Tagja volt a berlini, szentpétervári, torinói és bolognai akadémiáknak, melyeknek értékes dolgozatokat is küldött. A forradalom kitörésekor ennek híveként lépett föl. Midőn XVI. Lajos megszökött Párizsból, a királyi méltóság mint antiszociális intézmény ellen híres beszédet mondott. A törvényhozó testületnek először tagja, csakhamar titkára, majd pedig 1792 február havában elnöke lett. Ő szerkesztette a nyilatkozatot a franciákhoz és Európához a királyi méltóság megszüntetéséről. A girondisták bukása után, akikhez ő is tartozott, mint Brissot bűntársa vád alá helyezték, de Vernet asszonynál, a híres festő közeli rokonánál menedéket talált. Itt írta meg híres művét: Az emberi elme haladásának históriai vázlata (Esquisse d'un tableau historique des progrès de L'esprit humain) nyolc hónap alatt, irodalmi segédeszközök nélkül, soha át nem olvasván a lapokat, melyeket megírt, és Vernet asszonynak átadott. Nem akarván veszélybe dönteni e nemes hölgyet, akit elrejtésével a halál büntetése fenyegetett, 1794. április 5-én megszökött házából és néhány napig bolyongván, Clamartban, egy vendéglőben elfogták, ahova az éhség kergette. Azonnal a Bourg-la-Reine-i börtönbe hurcolták, de másnap reggel halva találták. Mérget vett be. Munkái 1864-ben összegyűjtve jelentek meg 21 kötetben; a matematikai művek külön jelentek meg.

## Magyarul
- Az emberi szellem fejlődésének vázlatos története; előszó, jegyz. Ludassy Mária, ford. Pődör László; Gondolat, Bp., 1986 (Politikai gondolkodók)